# Аникиев, Василий Фёдорович
Василий Фёдорович Аникиев (24 сентября 1918, Низовская, Петроградская губерния — 20 декабря 1988, Ленинград) — инженер-конструктор, кораблестроитель, главный конструктор больших противолодочных кораблей проекта 1134 и их модификации, тяжёлого авианесущего крейсера проекта 1143.4 «Адмирал флота Советского Союза Горшков», доктор технических наук, лауреат Государственной премии СССР, Герой Социалистического Труда.

## Биография
Родился 24 сентября 1918 года в посёлке Низовская Лужского уезда (ныне деревня Мшинского сельского поселения Лужского района Ленинградской области). В 1947 году окончил Ленинградский кораблестроительный институт. После окончания института поступил на работу инженером-конструктором в ЦКБ-53 (ныне ОАО «Северное проектно-конструкторское бюро») в Ленинграде.
В 1962 году был назначен главным конструктором нового типа больших противолодочных кораблей проекта 1134, с 1977 года переквалифицированных в ракетные крейсера Военно-Морского Флота.
С 1965 по 1974 годы работал главным инженером и главным конструктором Северного проектно-конструкторского бюро. Под руководством В. Ф. Аникиева продолжалось строительство кораблей проекта 1134А, 1134Б.
В 1968 году В. Ф. Аникиев стал лауреатом Государственной премии СССР.

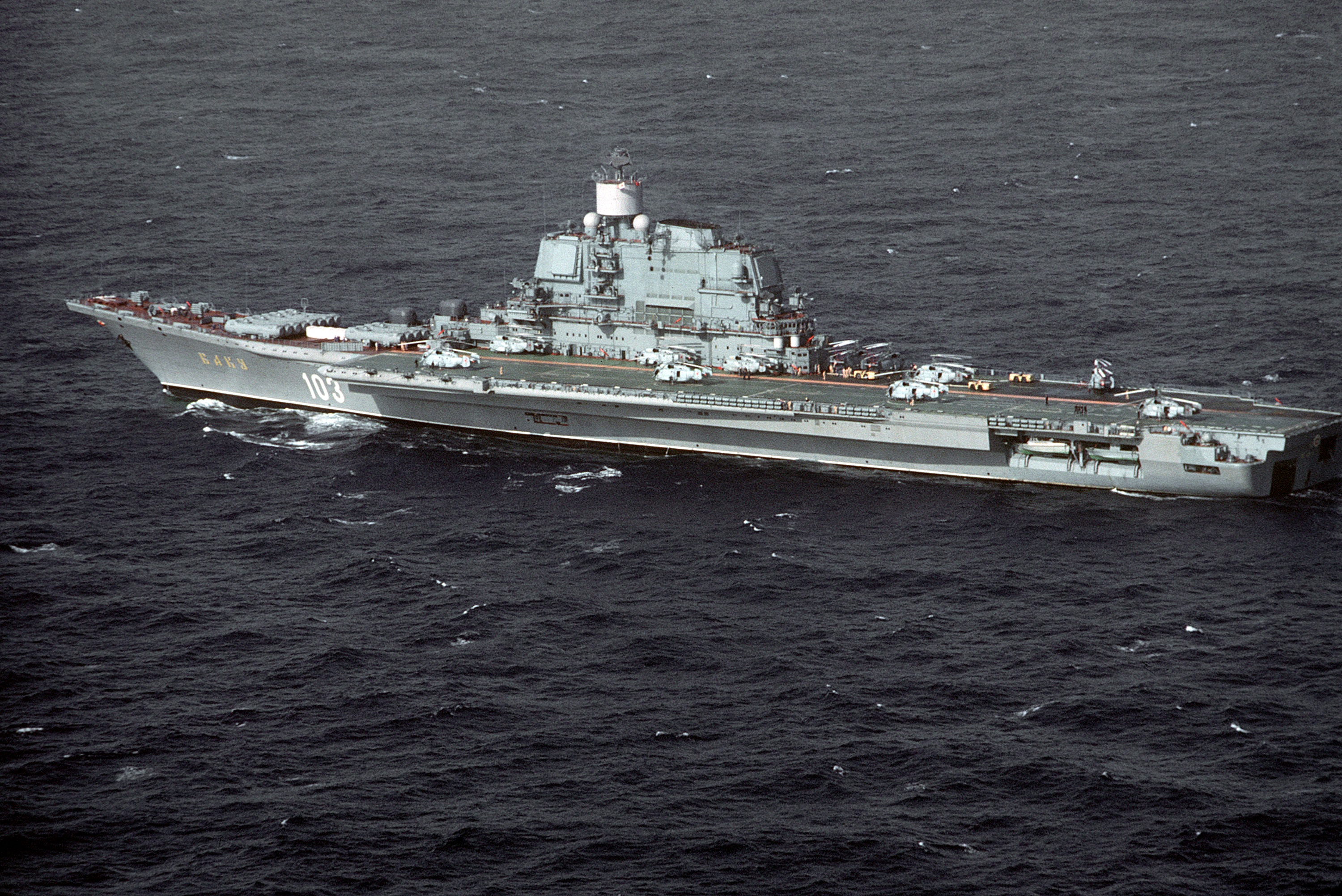
ТАКР «Адмирал флота Советского Союза Горшков». Главный конструктор Аникиев В. Ф.

В 1974 году был назначен начальником и главным конструктором Невского проектно-конструкторского бюро.
В 1976 году В. Ф. Аникиев стал главным конструктором «большого крейсера с авиационным вооружением» проекта 1153 шифр «Орёл» водоизмещением около 70 тысяч тонн с ядерной силовой установкой, на базе нереализованного проекта 1160. Однако в том же 1976 году проект 1153 был свёрнут в пользу продолжения строительства ТАВКРов — вместо головного «Орла» был построен ТАКР 1143М (1143.4) «Адмирал Горшков».
В соответствии с Постановлением ЦК КПСС и Совета Министров СССР от 1 февраля 1977 года Невское проектно-конструкторском бюро приступило к разработке тяжёлого авианесущего крейсера проекта 1143.4. Главным конструктором проекта был назначен В. Ф. Аникиев. 17 февраля 1978 года крейсер под наименованием «Харьков» (позже переименован в «Баку», а затем 4 октября 1990 года в «Адмирал флота Советского Союза Горшков») был зачислен в списки кораблей ВМФ и 26 декабря 1978 года заложен на Черноморском судостроительном заводе № 444 в Николаеве. Спущен на воду 31 марта 1982 года. В создании корабля принимало участие около 400 предприятий из всех республик СССР.
В 1984 году Аникиеву было присвоено звание Герой Социалистического Труда.
В 1986 году В. Ф. Аникиев стал доктором технических наук.
С 1987 года на пенсии.
Памятник на могиле
Умер Аникиев Василий Фёдорович в 1988 году.

## Награды
- Медаль «За оборону Ленинграда»;
- Медаль «Серп и Молот»;
- Орден Ленина;
- Орден Октябрьской Революции;
- Орден Трудового Красного Знамени;
- Медали;
- Лауреат Государственной премии СССР.